# Knooppunt Ishøj
Knooppunt Ishøj (Deens: Motorvejskryds Ishøj) is een knooppunt in de Deense hoofdstad Kopenhagen tussen de Køge Bugt Motorvejen richting Køge en Kopenhagen en de Motorring 4, een ringweg van Kopenhagen. Het knooppunt is genoemd naar de plaats Ishøj, die in de buurt van het knooppunt ligt.
| Aansluitende wegen | Aansluitende wegen | Aansluitende wegen    | Aansluitende wegen | Aansluitende wegen  |
| ------------------ | ------------------ | --------------------- | ------------------ | ------------------- |
|                    |                    | O4 richting Helsingør |                    | richting Kopenhagen |
|                    |                    |                       |                    |                     |
|                    |                    |                       |                    |                     |
|                    |                    |                       |                    |                     |
| richting Køge      |                    |                       |                    |                     |

Aalborg Centrum · Aalborg Nord · Aalborg Syd · Århus Nord · Århus Syd · Århus Vest · Avedøre · Ballerup · Brøndby · Fredericia · Gladsaxe · Herning · Herning Syd · Ishøj · Kliplev · Køge Vest · Kolding · Kolding Vest · Kongens Lyngby · Nørresundby Centrum · Odense · Rødovre · Skærup · Taastrup · Vallensbæk · Vendsyssel